# Кінгсленд (Техас)
Кінгсленд (англ. Kingsland) — переписна місцевість (CDP) в США, в окрузі Ллано штату Техас. Населення — 7028 осіб (2020).

## Географія
Кінгсленд розташований за координатами 30°39′57″ пн. ш. 98°27′13″ зх. д. / 30.66583° пн. ш. 98.45361° зх. д. (30.665926, -98.453505).  За даними Бюро перепису населення США в 2010 році переписна місцевість мала площу 25,45 км², з яких 23,42 км² — суходіл та 2,03 км² — водойми.

## Демографія
Згідно з переписом 2010 року, у переписній місцевості мешкало 6030 осіб у 2667 домогосподарствах у складі 1617 родин. Густота населення становила 237 осіб/км².  Було 3714 помешкання (146/км²).
Расовий склад населення:
| - 92,9 % — білих - 1,0 % — чорних або афроамериканців - 0,5 % — корінних американців - 0,3 % — азіатів - 3,1 % — осіб інших рас |

До двох чи більше рас належало 2,1 %. Частка іспаномовних становила 10,1 % від усіх жителів.
За віковим діапазоном населення розподілялося таким чином: 20,4 % — особи молодші 18 років, 53,5 % — особи у віці 18—64 років, 26,1 % — особи у віці 65 років та старші. Медіана віку мешканця становила 48,4 року. На 100 осіб жіночої статі у переписній місцевості припадало 91,3 чоловіків;  на 100 жінок у віці від 18 років та старших — 88,5 чоловіків також старших 18 років.
Середній дохід на одне домашнє господарство  становив 57 090 доларів США (медіана — 41 276), а середній дохід на одну сім'ю — 62 628 доларів (медіана — 47 774). Медіана доходів становила 41 579 доларів для чоловіків та 31 731 долар для жінок. За межею бідності перебувало 18,9 % осіб, у тому числі 24,5 % дітей у віці до 18 років та 13,1 % осіб у віці 65 років та старших.
Цивільне працевлаштоване населення становило 2332 особи. Основні галузі зайнятості: науковці, спеціалісти, менеджери — 16,6 %, освіта, охорона здоров'я та соціальна допомога — 16,0 %, будівництво — 15,3 %.